# Негативизм
Негативи́зм (лат. negativismus, от negātīvus — «отрицательный») — психиатрический термин для обозначения специфического симптома расстройства воли. 
Негативизм характерен для кататонического возбуждения и кататонического ступора; может быть активным и пассивным по форме. Эйген Блейлер считал негативизм проявлением шизофренического аутизма.

## Формы негативизма
Описаны следующие формы негативизма:
- Активный негативизм характеризуется сопротивлением больного любым требованиям и осуществлением им действий, отличных от требуемых[2].
- Парадоксальный негативизм характеризуется тем, что больной осуществляет действия, противоположные тому, которые от него требуют[2]. Больные делают всё наоборот, о чём бы их ни попросили. Например, когда больного просят подать руку, он прячет её; просят повернуться лицом — отворачивается в противоположную сторону. Парадоксальный негативизм некоторые исследователи относят к форме активного негативизма.
- При пассивном негативизме больной вовсе не выполняет просьб и требований; например, при просьбе сесть остаётся стоять на прежнем месте. При этом если врач попробует изменить положение тела больного, например, поднять его руку, он столкнётся с сильным сопротивлением (характерно повышение мышечного тонуса)[1].
- Речевой негативизм проявляется в отказе больного отвечать на вопросы[2]. Близким понятием является мутизм, состояние, при котором больной отказывается от речевого общения.

## Отличия от упрямства
Иногда упрямство детей ошибочно называют негативизмом. Однако разница между ними существенна, упрямство имеет свои причины, а негативизм — немотивированное сопротивление.

## Психические расстройства
Чаще всего данный симптом встречается при кататонической шизофрении, изредка при прогрессивном параличе и деменции.